# Батьки

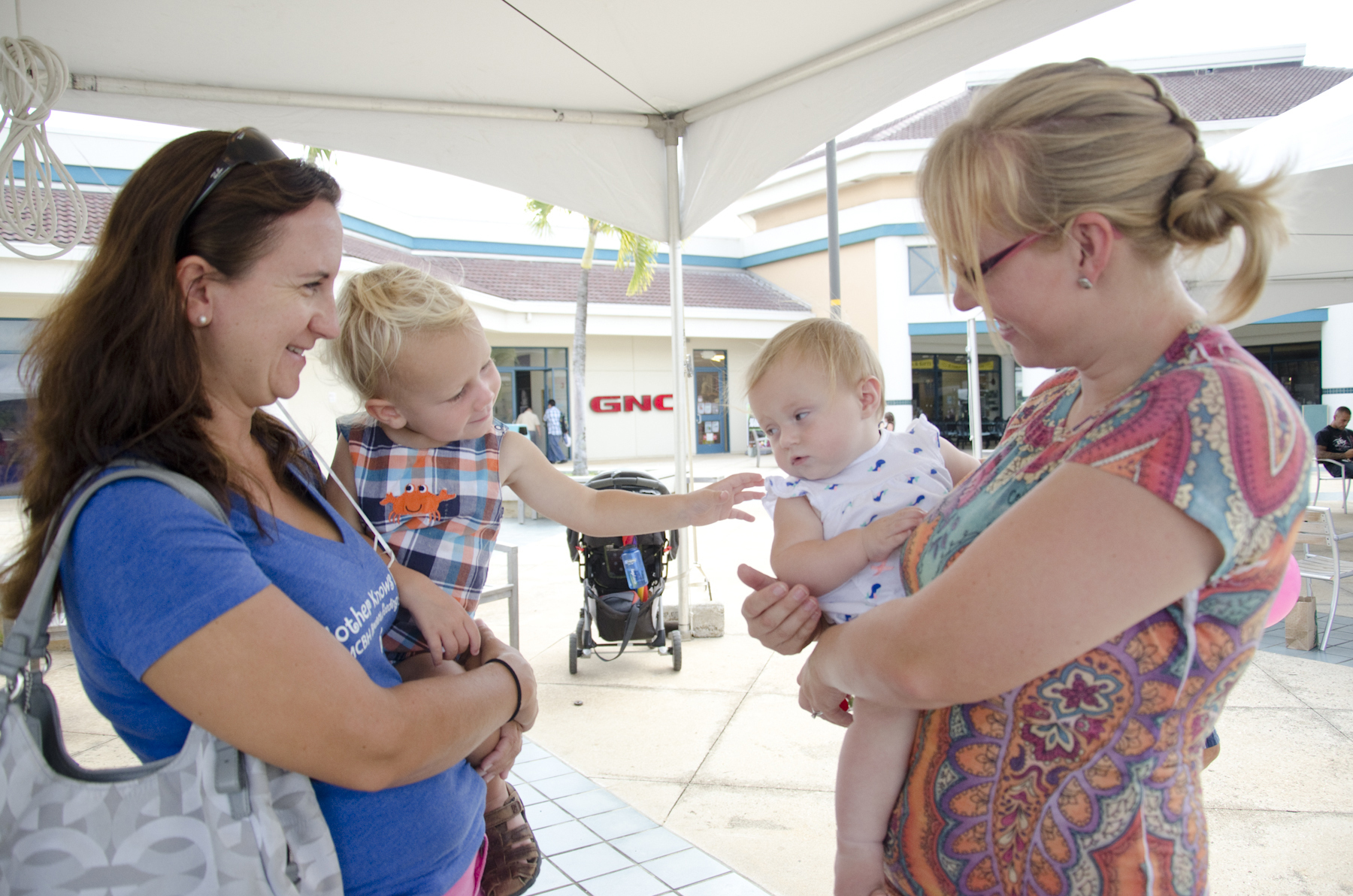
Батьки та діти

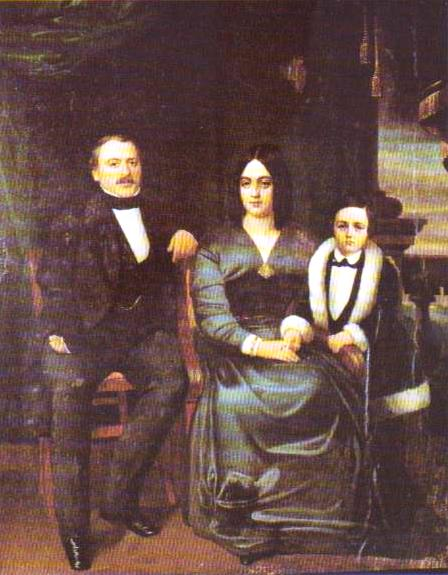
Батьки французького письменника Еміля Золя

Батьки́, також ба́тько-ма́ти — люди, які приводять дитину у світ, виховують її від самого народження, піклуються про її матеріальний та духовний добробут до досягнення нею повноліття, що згодом накладає низку етичних і суспільних зобов'язань дорослого сина чи доньки щодо своїх батьків. Наприклад, це знаходить чітке вираження в четвертій заповіді християнського та караїмського віровчення — Шануй свого батька та матір.
Біологі́чні батьки́ — родичі першого ступеня, ті, які при зачатті передали дитині однаково 50 % біологічного генетичного матеріалу. Також до цього поняття відносять сурогатне материнство чи донорство, але сучасна юриспруденція для повноцінного визначення поняття вже досить чітко розрізняє пряме біологічне батьківство та сурогатність чи донорство.
Прийо́мні батьки́ — ті люди, які виховують дітей, але не є біологічно пов'язані з ними родинними генетичними зв'язками. Сироти без родичів другого ступеня, до яких відносять їх дідусів, бабусь або інших членів сім'ї можуть бути передані на виховання до прийомних батьків.
Роль батьків має складний та глибокий характер і коливається залежно від культури, релігії та народу. Батьки, як вихованці, несуть відповідальність за поведінку своєї дитини у суспільстві. Таким чином, етичні норми батьківської опіки та виховання дитини лежать в основі добробуту та поведінки кожної особи так і суспільства загалом. Дитина позбавлена батьків окреслюється як сирота.

## Інтернет-ресурси
- National Educational Network, Inc. (NENI) — free online resources for parent education, curriculum. They also have a parent blog with information about child care, after-school, trends in education, tutoring, college, grants, etc.
- Батьки // Catholic Encyclopedia. — New York : Robert Appleton Company, 1913. (англ.) — A Roman Catholic view of the position of parents.